# Langnasen-Samtdornhai

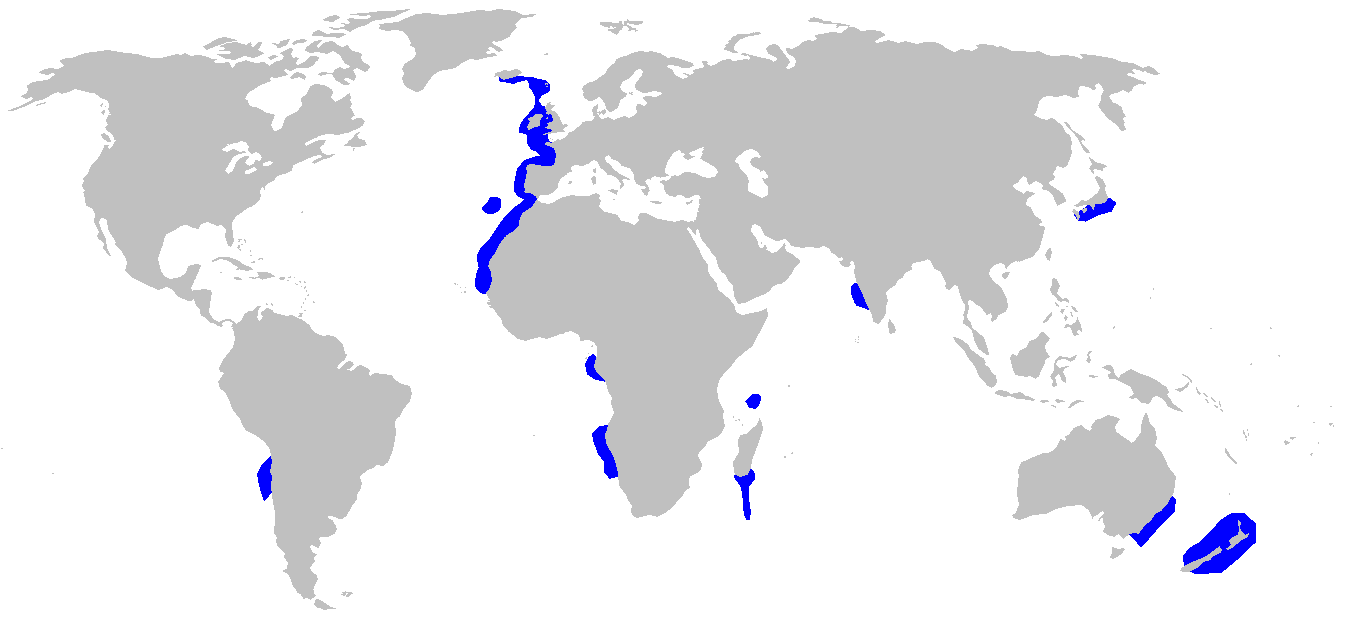
Verbreitungsgebiet des Langnasen-Samtdornhais

Der Langnasen-Samtdornhai (Centroselachus crepidater, Syn.: Centroscymnus crepidater) ist eine Haiart aus der Familie der Schlafhaie.

## Merkmale
Der schwarze oder dunkelbraune bis goldfarbene Langnasen-Samtdornhai erreicht eine Länge von 90 bis 105 cm, Fishbase gibt als maximale Gesamtlänge (TL) 130 cm an. Es handelt sich um eine recht schlanke Art, deren Körperform sich ab der Brustregion nicht abrupt stark verjüngt. Die Spitze seiner langen und an den Nasenlöchern verengten Schnauze ist abgerundet, das Spritzloch befindet sich etwas über dem Auge. Die oberen Zähne sind lanzettlich, die unteren klingenähnlich mit mäßig hohen, ziemlich breiten Wurzeln und mäßig langen, schrägen Spitzen. Die ersten vier Kiemenspalten sind etwa gleich lang, die fünfte ist deutlich länger.
Die beiden Rückenflossen (Dorsale) ähneln sich in etwa in Form und Größe. Die Stacheln sind sehr klein, ihre Spitzen ragen aber über die Rückenflossen hinaus. Die Brustflossen (Pectorale) sind doppelt so lang wie breit, es gibt keine ausgeprägte innere Ecke. Die Bauchflossen (Ventrale) beginnen unter dem Anfang der zweiten Rückflosse und reichen nicht über die Spitze der zweiten Rückflosse hinaus. Die Schwanzflosse (Caudale) ist breit und an der Spitze abgeschnitten, der untere Flossenlappen ist mäßig entwickelt.  Eine Afterflosse (Anale) ist nicht vorhanden.

## Verbreitung und Lebensraum
Das Verbreitungsgebiet des Langnasen-Samtdornhai erstreckt sich über den östlichen Atlantik von Island bis Namibia. Es gibt auch Vorkommen im westlichen Pazifik (New South Wales, Australien und Neuseeland), im südöstlichen Pazifik (nördliches Chile), wie auch im Indischen Ozean (Aldabra und Malabarküste).
Langnasen-Samtdornhaie leben an Kontinental- und Inselabhängen, am oder nahe am Boden, in einer Tiefe von 230 bis 1500 Metern. Vor Australien ist die Art in Tiefen von 780 bis 1.100 Meter am häufigsten.

## Lebensweise
Die Geschlechtsreife erreichen männliche Langnasen-Samtdornhaie mit 64 bis 68 cm, weibliche mit 82 cm. Die Reproduktionsrate der dann 15 (Männchen) beziehungsweise 22 (Weibchen) Jahre alten Tiere scheint gering. Pro Wurf bekommt diese Ovovivipare Art 4–8 Junge, diese sind 28 bis 35 cm groß. Langnasen-Samtdornhaie ernähren sich hauptsächlich von Fischen wie zum Beispiel Laternenfische und Kopffüßern. Langnasen-Samtdornhaie können etwa 60 Jahre alt werden.

## Nutzung
Die Art wird im östlichen Atlantik in Grundschleppnetzen gefangen und dort für Fischmehl verwendet. Als Beifang bei der Netz- und der Leinenfischerei wird sein Fleisch und Öl (Squalen) genutzt. Das Fleisch ist allerdings stark quecksilberbelastet.